# Asamhaus
Das Asamhaus in München-Altstadt ist ein Wohngebäude im Sinne eines Palais in der Sendlinger Straße 34 nach Plänen der Gebrüder Asam im Stil des Spätbarock.

## Geschichte und Beschreibung

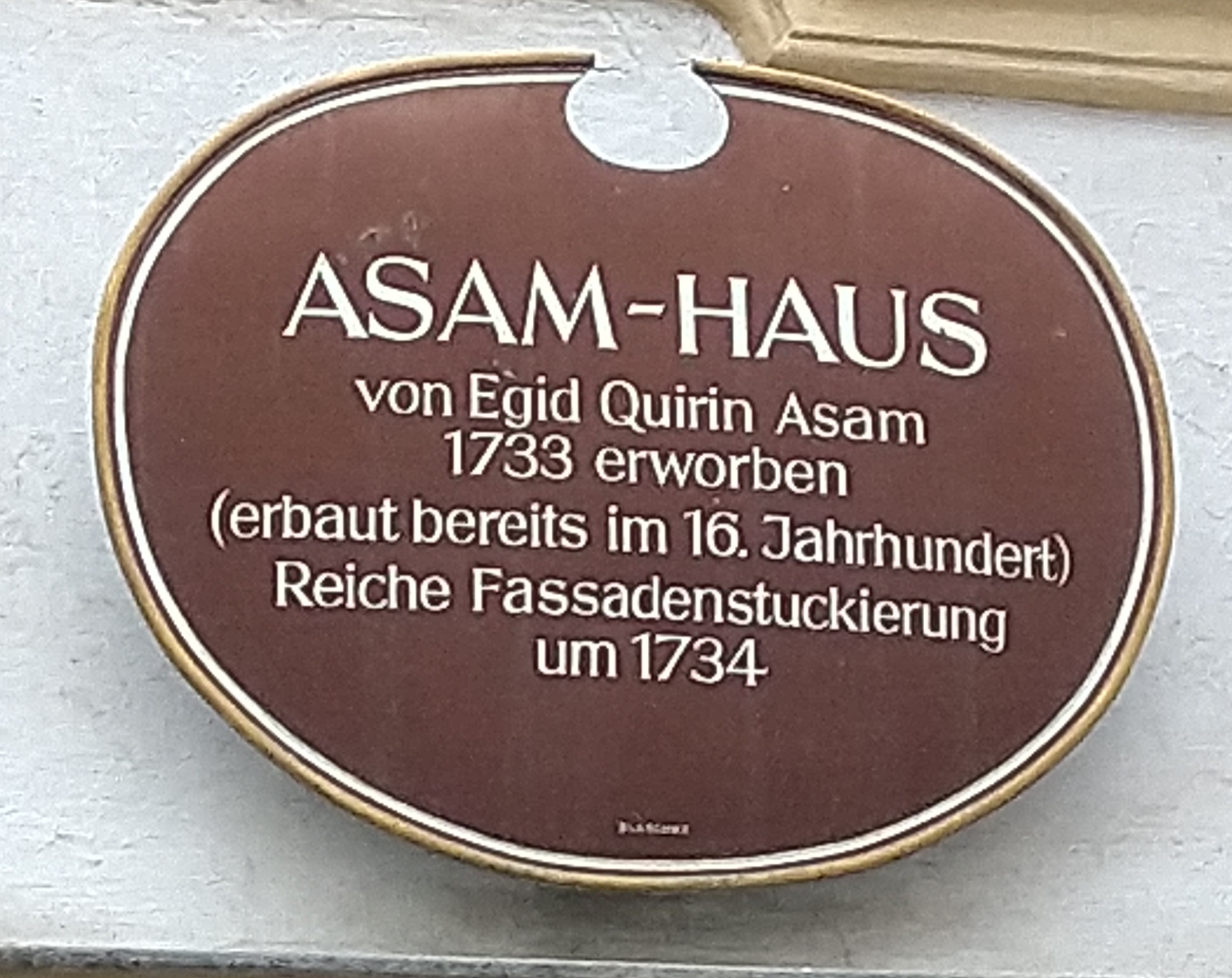
Infografik am Asamhaus

Spätestens Anfang des 20. Jahrhunderts lautete die Adresse des alten Wohnhauses wohl noch Sendlinger Straße 41. Der Gotikstil, in dem es im 16. Jahrhundert erbaut worden war, ist noch durch den Flacherker und die Asymmetrie des Gebäudes erkenntlich. Die Gebrüder Asam wohnten noch vor 1730 oder erst seit diesem Zeitpunkt darin, als sie es als ihr „Künstlerheim“ ankauften. 1733 folgte der Kauf.
Sie folgten nicht den damaligen architektonischen Gebräuchlichkeiten, sondern betrachteten die Front als Objekt freier Fassadenmalerei.
Die Fassade wurde schließlich von Cosmas Damian Asam bemalt. Sie enthält zudem reichen Stuckdekor den Egid Quirin Asam selbst anfertigte, die Fassade diente ihnen auch als Werbung für ihr Können.
Gleich daneben (stadteinwärts) erbauten die Asam-Brüder von ihrem Wohnhaus aus für sich die prachtvolle Asamkirche, die dann als Beichtkirche für die Jugend offen war.

Priesterhaus (Sendlinger Straße 30)

Egid Asam wurde 1749 für den inneren Ausbau der Jesuitenkirche nach Mannheim berufen. Dort starb er nach etwas mehr als einem Jahr Aufenthalt an der Podagra. Das Testament, wonach das Priesterhaus das Asamhaus für den einzigen Preis von zwei Wochenmessen erhalten sollte, wurde aus unbekannten Gründen erst nach dem Tod Asams im Ordinariat hinterlegt, wodurch es ungültig wurde. Es entstanden Erbschaftsstreitigkeiten zwischen Egid’s Sohn Franz, Schwiegersohn und Hofmusik-Trompeter Kaspar Knechtl und dem Priesterhaus. Das Priesterhaus wurde verurteilt, die Prozesskosten zu übernehmen. Nachdem Knechtl das Haus aber noch vor dem Urteil an den Baron von Chlingensberg verkauft hatte, durfte das Priesterhaus das Asamhaus durch Richterspruch für einen etwas höheren als jenen Verkaufspreis kaufen, wenn es auch lange dauerte, die dadurch entstandenen Schulden auszubezahlen.

## Denkmal
Das Baudenkmal ist als Einzelbaudenkmal in die Bayerische Denkmalliste eingetragen.
Die Beschreibung lautet:

„Sendlinger Straße 34. Wohnhaus, sog. Asamhaus, viergeschossiger spätbarocker Satteldachbau mit profilierten Fensterrahmungen, erhöhtem Erker über der Durchfahrt und die gesamte Fassade überdeckendem größtenteils figualen Stuckdekor, von Egid Quirin Asam, um 1735, im Kern älter, nach Kriegsschäden teilerneuert; im Hof barocke Blendarchitektur mit großer Stuckfigur des hl. Johannes von Nepomuk (Kopie). nachqualifiziert.“